# Imamzade Hossein

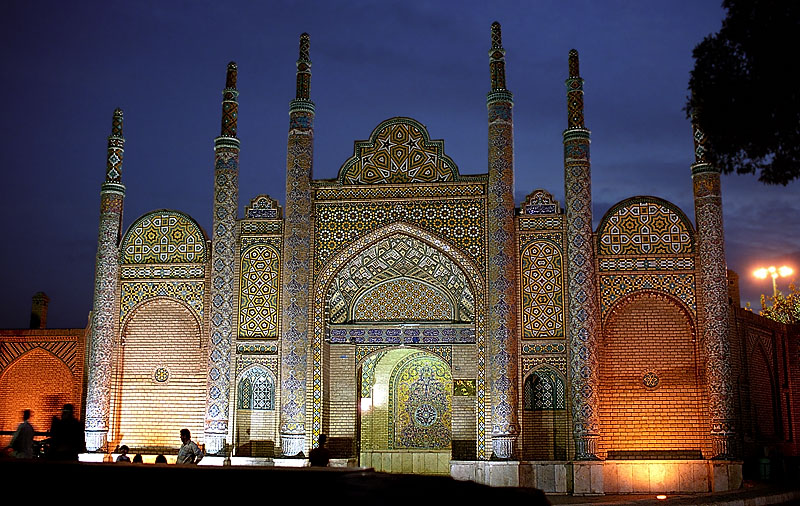
Haupteingang der Imamzade Hossein

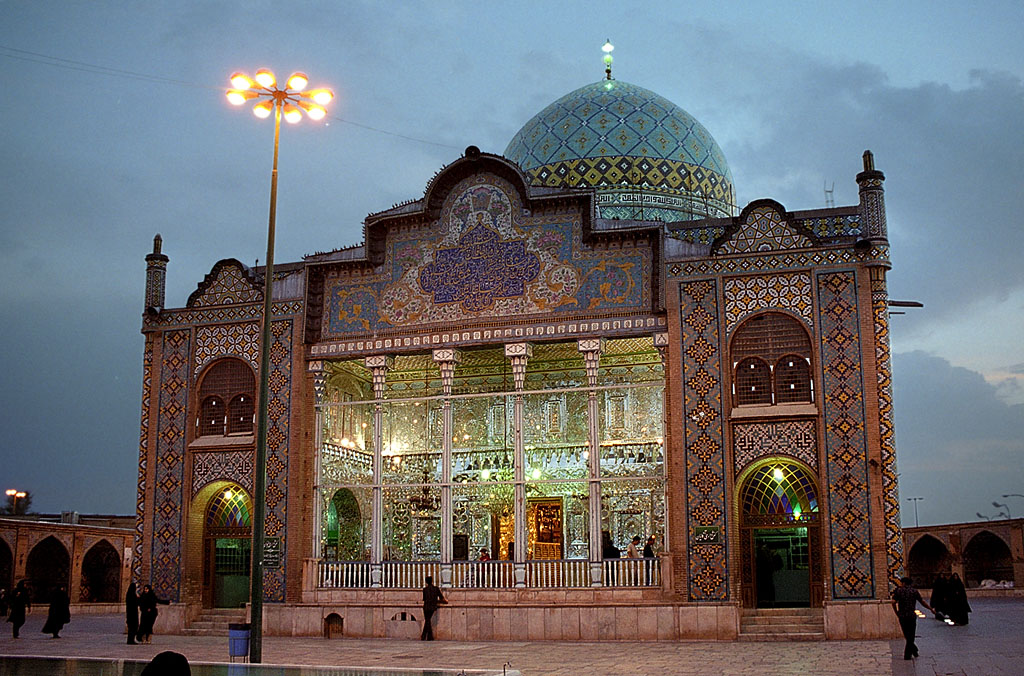
Hinteransicht des am Abend erleuchteten Kuppelbaus

Das Imamzade Hossein (auch Emamzadeh-ye Hossein, persisch مسجد جامع عتيق قزوین) ist die Grabmoschee eines Sohnes des 8. Imam ʿAlī ibn Mūsā ar-Ridā („Hazrat-e Reza“), das innerhalb eines Mitte des 16. Jahrhunderts vom Safawiden-Schah Tahmasp I. erbauten Wallfahrtszentrums in Qazvin, Iran liegt.

## Geschichte
Namensgeber der Grabstätte ist der zweijährig verstorbene Sohn des Imam, Hossein. Dieser verstarb auf der Durchreise mit seinem Vater nach Chorasan in Qazvin im Jahr 821 und wurde am Ort begraben. Später wurden weitere Personen aus der Safawiden-Dynastie daneben begraben. Tahmasp I., der seinen Regierungssitz in Qazvin hatte, errichtete das Grabmal. Seine Tochter „Zainab Beygum“ erweiterte es im Jahr 1630, wovon eine Flieseninschrift zeugt.

## Architektur
Der Grabbau erinnert an eine großzügige Palastanlage mit ummauertem Hof, Pflanzenreihen, kleinen Iwanen, Nischen, Grabplatten und kostbaren blauen sowie cremefarbenen Kacheldekorationen. Die Fassade des Haupttors wird von insgesamt sechs Zierminaretten überragt. Ist das Haupttor durchschritten, öffnet sich ein großer Innenhof. Direkt hinter dem Tor steht ein pavillonartiges, achteckiges Brunnenhäuschen.
Das Grabmal wird von einer blau-gelb gefliesten Kuppel überspannt. Der Mittelteil des Baus ist mit zahlreichen Spiegelmosaiken verziert; Die Spiegelmosaiken der Vorhalle und die Fliesen der Fassaden stammen aus dem 19. Jahrhundert. Auf diesen Mittelteil führt eine von schlanken Säulen getragene Vorhalle zu, die nach Geschlechtern getrennt, zwei Zugänge aufweist; links für Frauen, rechts für Männer. Das Gebäude darf nur ohne Schuhe betreten werden. Für Frauen gilt zudem Tschadorpflicht. Von der Vorhalle aus erreicht man den Schrein. Das Innere des Schreins ist mit Spiegeln, Kristallen und kunstvollen Kronleuchtern gestaltet.